# Indian Bay (zatoka na południowy wschód od Yarmouth)
Indian Bay – zatoka (ang. bay) w kanadyjskiej prowincji Nowa Szkocja, w hrabstwie Yarmouth, na południowy wschód od miasta Yarmouth; nazwa urzędowo zatwierdzona 4 stycznia 1934.